# Eloeophila concreta
Eloeophila concreta är en tvåvingeart som först beskrevs av Edwards 1933.  Eloeophila concreta ingår i släktet Eloeophila och familjen småharkrankar. Inga underarter finns listade i Catalogue of Life.